# Fenwick, Matfen
Fenwick är en ort i civil parish Matfen, i grevskapet Northumberland i England. Orten är belägen 11 km från Corbridge. Fenwick var en civil parish 1866–1955 när det uppgick i Matfen. Civil parish hade 44 invånare år 1951.